# 西吴壁遗址
西吴壁遗址位置在山西省绛县古绛镇西吴壁村，该遗址面积达110万平方米，有仰韶、庙底沟二期、龙山、二里头、二里岗及周、汉、宋等多个时期的遗迹与遗物，初步判断遗址年代在夏商之间，是一处规模大专业化程度很高的冶铜遗址，是中国时代早规模大的冶铜手工业遗址，对研究中国古代早期历史冶铜手工业有重要意义。

## 出土文物
遗址出土大量铜炼渣残炉壁等，其中发现一座半地穴式房址带有多个被灼烧过的壁龛，中间发现用于铸造小型工具的残陶范、残石范，表明除冶铜外，还铸造工具。二里岗时期灰坑中发现仿铜陶礼器、磨制石磬等文物。